# Üçoğlan
Üçoğlan est une commune d'Azerbaïdjan située dans le raion d'Agdam.

## Géographie
La commune est située dans l'ouest de l'Azerbaïdjan, près du Haut-Karabagh. Elle comprend les villages d'Üçoğlan, situé à environ 20 km au nord-est d'Agdam, Baharlı, Ballar, Böyükbəyli, Birinci Baharlı, İkinci Baharlı, Orta Qışlaq, Səfərli et Yusifli.